# Rhabdomastix lurida
Rhabdomastix lurida är en tvåvingeart som först beskrevs av Friedrich Hermann Loew 1873.  Rhabdomastix lurida ingår i släktet Rhabdomastix och familjen småharkrankar. Inga underarter finns listade i Catalogue of Life.